# Rock & Pop (radio de Chile)
Rock & Pop es una estación radial chilena que transmite en el 94.1 MHz del dial FM en Santiago, perteneciente al consorcio radial Iberoamericana Radio Chile. Cuenta con una red de 5 emisoras a lo largo de Chile, además transmite para todo el país por el canal 661 (con D-Box) de la cableoperadora VTR y vía Internet en el resto del país y en todo el mundo.

## Historia
La frecuencia 94.1 MHz de Santiago, fue otorgada el 27 de mayo de 1992, bajo Decreto 134 de ese año, que permite la transmisión. Marcelo Zúñiga, director de Radio Cooperativa, basándose en los estudios de audiencia en jóvenes nacionales e internacionales, además aprovechando la época de la llegada de la democracia en Chile, crea una radio enfocada en jóvenes.
Para ello convoca a Marcelo Aldunate, quien venía de ser director de Radio FM Tiempo, para ser el director este proyecto, en conjunto con jóvenes periodistas y locutores como: Iván Valenzuela, El Rumpy, Rolando Ramos, Karin Yanine, Pablo Aranzaes, Gabriel Polgati, entre otros.

### Inicio en Temuco
Antes del debut en Santiago, Rock & Pop inició sus trasmisiones como radio local en la ciudad de Temuco, desde el 1 de octubre de 1992, en el 93.5 MHz, bajo el alero de la Radio Cooperativa de Temuco. En esta ciudad se mantuvo la programación local hasta el 1 de enero de 1998, fecha en que las emisiones locales se finalizaron, para retransmitir la señal recibida vía satélite desde Santiago, hasta la actualidad.

### Inicios yboom(1992-1998)
Sus transmisiones comenzaron en Santiago el 1 de diciembre de 1992, bajo el alero de la Compañía Chilena de Comunicaciones, dueña de Radio Cooperativa. La primera canción tocada fue It's My Life de Dr. Alban.
Al cabo de sus primeros seis meses de vida la Rock & Pop se posicionó número uno en la sintonía de las radios FM. Adicionalmente, existieron conflictos legales con la radio argentina del mismo nombre, fundada en 1985, que no llegaron a mayores, pero se especuló desde la compra de la radio por parte de su homónima argentina hasta una demanda por la marca.[cita requerida]
En 1995 tuvo especial injerencia en el llamado "pequeño boom del rock chileno", el que se gestó durante aquella época, siendo el principal promotor en su parrilla musical de bandas tales como Los Tres, Lucybell, Los Tetas, Pánico, La Ley, Chancho en Piedra, entre otros.
El éxito fue tal, que su nombre fue llevado a la televisión. El mítico Canal 2 Rock & Pop trasladó figuras y contenidos de la radio a la pantalla chica y, de la misma forma, la Revista Rock & Pop llevó el contenido de la radio al papel.

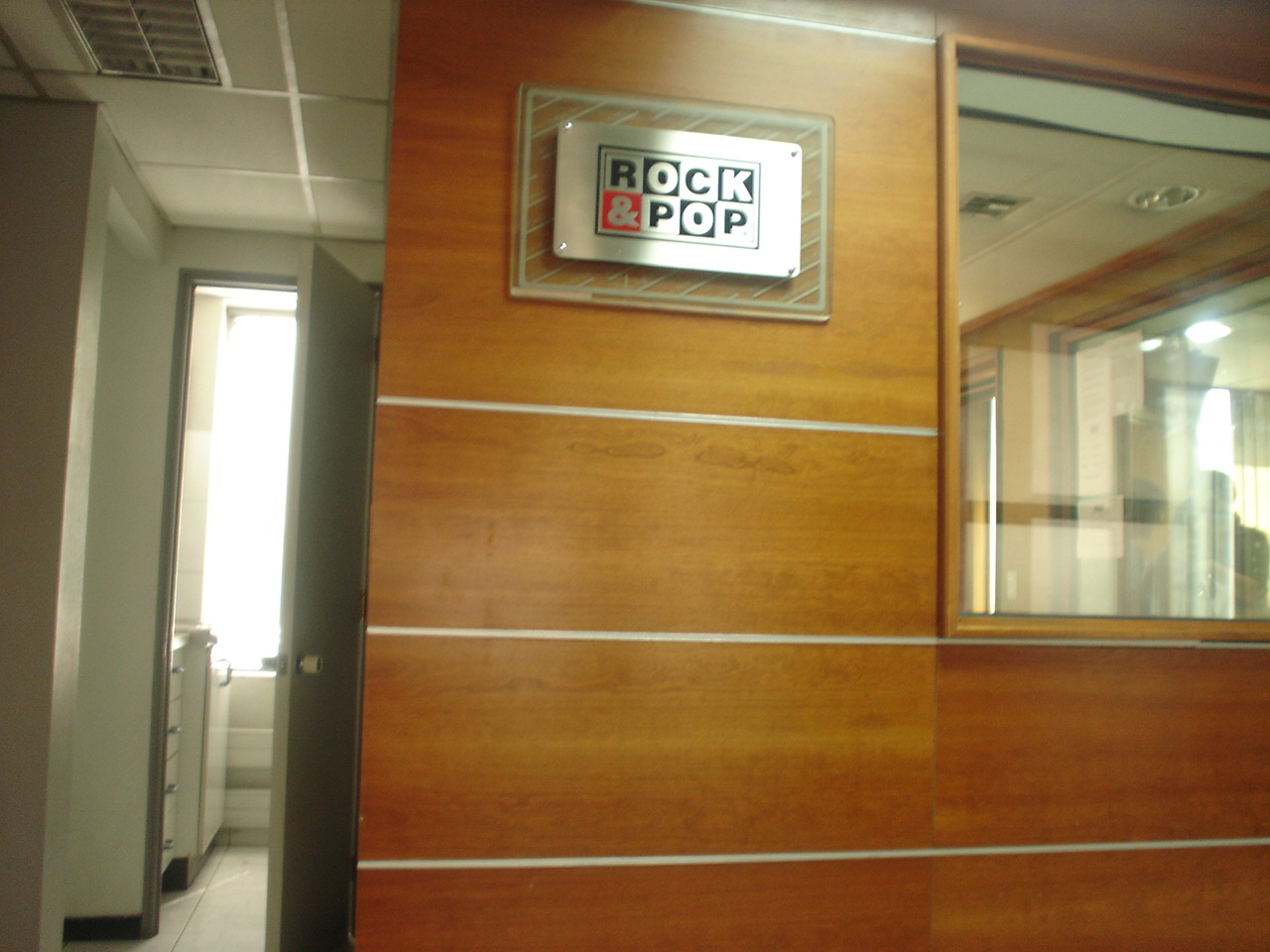
Vista exterior del locutorio de la radioemisora.

### Venta a Claxson (1998)
Debido a las falencias económicas sufridas por el Canal 2 Rock & Pop Televisión, la Compañía Chilena de Comunicaciones decide, en junio de 1998, vender esta radio y Radio Corazón por aproximadamente US$25 millones de dólares al grupo Claxson, y se integró a un naciente holding llamado IberoAmerican Radio Chile.

### Atina... Rock & Pop Suena Fuerte (2000-2007)
Durante diciembre del año 2000 sufre una reestructuración programática, la cual intenta recuperar su público original, los jóvenes. Para ello, salieron programas históricos como El chacotero sentimental de El Rumpy y debutaron espacios nuevos como El portal del web y locutores como Matilda Svensson y Alejandro Dapremont "Chico Jano".
En octubre de 2004 vivió una pequeña reestructuración donde todos los programas fueron eliminados y se transmitió música romántica todo el fin de semana. Posterior a eso, se lanzó una nueva programación comandada por el periodista y locutor Patricio Cuevas, quien tuvo bajo su dirección a la emisora hasta octubre de 2006. Característicos de esta etapa fueron los programas Nación Rock & Pop, El Mañanero, Conspiración Rock & Pop y Ouh Yeah, entre otros.
IberoAmerican Radio Chile fue vendido en 2007 al Grupo Prisa, que junto con el Consorcio Radial de Chile (CRC), se fusionaron para convertirse en Ibero Americana Radio Chile. Hasta 2007 la radio estaba en el quinto lugar general en el país, según Ipsos.

### La venganza de la gente normal (2007-2010)
En 2007 Radio Rock & Pop sufrió una etapa de transición en la que durante el 19 y 21 de noviembre, la emisora dejó de transmitir su programación habitual, y sólo se tocaban canciones de Violeta Parra. En ese período se anunciaron nuevos programas y la reorientación de la radio a un público de 25 a 30 años. Sin embargo, más tarde volvería a ocupar su tradicional eslogan "Suena fuerte", para orientarse al nuevo público juvenil y a los adultos que crecieron con la radio en la década de 1990.
El 31 de julio de 2008 finaliza uno de los programas más exitosos de la radio, El portal del web.
Rock & Pop, al igual que todas las radios hermanas por parte de Ibero Americana Radio Chile, formó una cadena nacional para informar al país sobre el terremoto de 8,8 grados ocurrido en Chile el 27 de febrero de 2010, colgándose a la transmisión de ADN Radio Chile.

### Mi Rock & Pop (2010-2013)
El 31 de diciembre de 2010 la estación comenzó un nuevo proceso de reestructuración con el fin de orientar su programación hacia un público adolescente y juvenil. Ello implicó la salida de varios locutores de la radio, como Matilda Svensson, Loreto Aravena, Ignacio Lira, Raúl Gutiérrez, Juan Andrés Salfate y José Miguel Villouta.
Tras cuatro meses sin programas en vivo, en abril de 2011 comienza el programa Paraíso Rock & Pop conducido por Chico Jano, y que estuvo marcado por su enfoque hacia el pop juvenil. Al principio de esta reestructuración, la línea programática apuntaba hacia el pop melódico, música dance y electrónica. Ese año comenzó a ser radio oficial de Lollapalooza.
El 1 de diciembre del 2012 se celebraron los 20 años de la radio, con un especial musical que incluyó las 200 canciones que, en opinión de la radio, eran las más icónicas.

### El sonido de hoy (2013-2015)
El 5 de agosto de 2013 comienza una nueva reestructuración que orientó la línea musical al independiente, rock alternativo y música electrónica. Debutaron programas como Ciudad Rock & Pop con Renata Ruiz y Radar Rock & Pop con Jean Philippe Cretton, además de nuevos logo, eslogan y la voz institucional de Mauricio Torres, proveniente de Radio Horizonte.

### El gran sonido (2015-2018)
Durante el Festival de Viña de 2016 la radio contó con una representante en el jurado del evento musical, Renata Ruiz.
Entre agosto y septiembre de 2016, la radio se reestructura en programas, enfocándose en un público joven-adulto.
El jueves 29 de marzo de 2018 finalizan toda su programación en vivo y despiden a sus trabajadores, pasando a emitir solamente música envasada.

### Música 24/7 (2018-presente)
En un comunicado de prensa Ibero Americana Radio Chile, anunció que desde el 2 de abril, la radio será dirigida por la periodista Catalina Muñoz (locutora y productora general de FM Dos). La nueva programación musical, bajo el eslogan Música 24/7 se estrenó el 2 de abril a la medianoche con la locución de Jaime Muñoz Villarroel (que también hace locuciones de continuidad en su radio hermana Radio Imagina). La nueva propuesta musical se basa en grandes éxitos desde la década del '60 hasta la actualidad.
El 30 de abril de 2018, comenzó con locuciones en vivo de continuidad musical y notas de actualidad con los conductores: Francisca Gómez, Eduardo Cruz Jarvis, Sofía Tupper y Trinidad Barros.
A partir del 8 de marzo de 2021, se estrena "Un país generoso", programa que estuvo originalmente en la desaparecida Radio Zero y posteriormente en Radio Oasis. Este es el primer programa luego de la reestructuración de 2018. Este programa será conducido por los periodistas Iván Guerrero y Werne Núñez.
El 1 de junio de 2021, se confirma la salida de Catalina Muñoz de la dirección de la radio. Asumiendo María Ignacia Inostroza.
Entre octubre y diciembre de 2022 se celebraron los 30 años de la radio con especiales de archivo en aire y digital. Al aire se emitieron los programas Tus 30, un ranking de 30 capítulos conducido por Sergio Lagos, y Generación 94.1, donde locutores actuales de Rock & Pop entrevistaron a rostros históricos. Además, en Rockandpop.cl se publicó la 'Bóveda R&P' con material de archivo como las 'Revistas Rock & Pop', grabaciones de 'Raras Tocatas Nuevas', el podcast y canciones de las Raras Tocatas Pencas, disquerías y tiendas de vinilos en La Ruta del Vinilo y una selección de 30 libros exclusivos sobre música en 'Libros 94.1'.  
El podcast Inside The Raras Tocatas Pencas de la Rock & Pop fue narrado por el periodista y anterior locutor y director de radio Rock & Pop, Patricio Cuevas, quien hace un viaje a los orígenes y tiempos dorados de estas Raras que nacen a partir del oficio de cambiarle la letra a las canciones y la particular “interna” del equipo de radio que las creó. “Hielo”, “Me Encuentran Bonito”, la trilogía de la Parka y muchas más aparecen en este trabajo que cuenta con las apariciones de Marcelo Aldunate, Pablo Aranzaes, Rubén Cartagena, Julio Rojas, Patricio Muñoz, Magaly Flores, Natalia del Campo, Matilda Svensson, Humberto Sichel y Roberto Artiagoitía (El Rumpy).

## Eslóganes
- 1992-1995: Rock & Pop, suena fuerte
- 1995-1997: Está en la tuya
- 1997: Toca con ganas
- 1999-2000: Súbete a la micro, escucha la Rock & Pop, la que está en la tuya
- 2000-2006: Atina! Rock & Pop, suena fuerte
- 2004: La Rock & Pop en tu corazón
- 2005-2007: Rock & Pop en todas
- 2006-2007: Más fuerte
- 2007-2008: La venganza de la gente normal
- 2008 (transición): Esto es... ¡Rock & Pop!
- 2008-2009: La rockstar de las radios
- 2008 (aniversario): 16 años liberándote del mal
- 2009-2010: Rock & Pop, suena fuerte
- 2009 (aniversario): Lo más grande suena fuerte
- 2010: Rock & Pop, suena más fuerte
- 2010: El Pop & el Rock unidos, jamás serán vencidos, Rock & Pop, suena fuerte
- 2010-2011: 94.1 Mi Rock&Pop
- 2012-2013: La música que nos gusta
- 2013-2014: Rock & Pop, el sonido de hoy
- 2015-2018: Rock & Pop, el gran sonido
- 2018-presente: Rock & Pop, música 24/7